# Королівське товариство Канади
Королівське товариство Канади (англ. Royal Society of Canada) — провідна національна організація Канади з підтримки та популяризації освіти і наукових досліджень. Заснована в 1882 році і спочатку включала 80 членів. Королівське товариство Канади в даний час складається з трьох академій:
- Академія мистецтв і гуманітарних наук (англ. Academy of the Arts and Humanities),
- Академія суспільних наук (англ. Academy of Social Sciences),
- Академія наук (англ. Academy of Science),

а під егідою останньої знаходяться точні, природничі та прикладні науки і технології). До кінця XX століття в Королівському товаристві Канади було близько 1600 членів, а в другому десятилітті XXI століття їх кількість перевищує 2000 (включаючи іноземних членів і почесних академіків).

## Історія
Королівське товариство Канади було засновано в 1882 році тодішнім генерал-губернатором — Джоном Кемпбеллом. Перших членів Королівського товариства відбирали дві людини, що згодом стали його першими президентами — ректор Університету Макгілла Джон Вільям Доусон і колишній прем'єр Квебеку П'єр-Жозеф-Олів'є Шово. Перші 80 членів Королівського товариства були об'єднані в чотири секції — французької та англійської літератури і супутніх дисциплін, математики та фізики та геології та біології. Серед академіків першого набору були винахідник системи часових поясів Сендфорд Флемінг і один з провідних лікарів свого часу Вільям Ослер. Надалі нових членів Королівського товариства обирали вже діючі.
До 1938 року в рядах Королівського товариства були виключно чоловіки. Першою жінкою-академіком стала геолог і палеонтолог Еліс Вілсон. У 2005 році жінка (літературознавець Патрісія Демерс) вперше стала президентом Королівського товариства.
У перші 129 років свого існування Королівське товариство не мало постійної штаб-квартири. Ситуація змінилась, коли в 2011 році на 500 тисяч доларів, заповіданих колишнім президентом Королівського товариства Вільямом Ліссом, був придбаний старовинний будинок у центрі Оттави, що служив до цього готелем. Відремонтований і перебудований особняк був названий Волтер-хаузом, на честь матері Лісса Етель Берти Волтер.